# Giáo phận Sapporo
Giáo phận Sapporo (カトリック札幌司教区) (tiếng Latinh: Dioecesis Sapporensis) là một giáo phận của Giáo hội Công giáo Rôma ở Nhật Bản. Địa giới của Giáo phận bao gồm toàn bộ Hokkaido. Nhà thờ chính tòa Thiên thần hộ mệnh Sapporo, còn được biết đến với tên gọi Nhà thờ Kitaichijō (tiếng Nhật: 北一条教会) là nhà thờ chính tòa của giáo phận.

## Thông tin cơ bản
Lịch sử hình thành giáo phận:
- 12/2/1915: Thành lập Hạt Phủ doãn Tông tòa Sapporo
- 30/3/1929: Nâng cấp thành Hạt Đại diện Tông tòa Sapporo
- 18/7/1932: Một phần địa giới được tách ra để thành lập Giáo hội độc lập sui juris Karafuto
- 11/12/1952: Nâng cấp thành Giáo phận Sapporo

Các cuộc viếng thăm của Tòa thánh đến Giáo phận:
- 23/11/2019 – 26/11/2019: Cuộc Tông du của Tòa Thánh đến Nhật Bản
- 23/2/1981 – 26/2/1981: Cuộc Tông du của Tòa Thánh đến Nhật Bản

Các công trình tôn giáo lớn tại giáo phận:
- Nhà thờ chính tòa: Nhà thờ chính tòa Thiên thần hộ mệnh Sapporo (Sapporo)
- Nhà thờ chính tòa trước đây: Nhà thờ Đức Mẹ vô nhiễm nguyên tội (Nhà thờ Motomachi), Hakodate)
- Các công trình phục vụ Năm Thánh Ngoại thường về Lòng Thương Xót

## Lãnh đạo giáo phận qua từng thời kì

### Phủ doãn Tông Tòa
- Wenceslaus Joseph Kinold (Dòng Phan Sinh) (1915 - 1929)

### Đại diện Tông Tòa
- Tiên khởi - Wenceslaus Joseph Kinold (Dòng Phan Sinh) (1929 - 1941)
- 2 – Lôrensô Toda Tatewaki (1941 - 1944)
- 3 - Augustinô Seno Isamu (1944 - 1952)

### Giám mục Giáo phận
- Tiên khởi - Biển Đức Tomizawa Takahiko (1953 - 1987)
- 2 - Phêrô Jinushi Toshio (1988 - 2009)
- 3 - Bênađô Katsuya Taiji (2013 - hiện tại)